# 하피즈
하피즈(페르시아어: حافظ, 필명; Hafez)는 중세 페르시아의 서정시인이다.
숨겨진 혀로 알려져 있습니다.
이란 남부의 시라즈에서 태어나서 변함 없이 고향을 사랑하며 평생을 거기서 지냈다. 아호(雅號)는 '꾸란의 암기자'를 의미하며 페르시아 문학 4대 시인(피르다우시, 사디, 루미)의 한 사람으로 꼽히며 서정시에서는 최고에 자리한다. 서구 문학에도 영향을 주어 특히 괴테가 이 시인의 독일어 번역판의 시를 읽고 깊은 감명을 받아 〈서동시집〉(西東詩集)을 읊은 일로 유명하다.
신비주의자였던 그는 술·미녀·연인에 대하여 도취적(陶醉的)인 시를 지었다고 하나 표면상의 의미 이외에 내면에도 신비주의의 의미를 포함하고 있다. "시라즈의 미녀가 내 마음을 받아들인다면 그의 뺨에 있는 점을 바꾸어 주리니 사마르칸트도 부하라도"로 시작하는 시는 특히 사람의 입에 회자(膾炙)되며, 티무르와의 조우(遭遇)를 둘러싼 일화도 잘 알려져 있다. 〈하피즈 시집〉은 유럽 여러 나라 말로 번역되었다.

## 같이 보기
- 페르시아 문학

## 참고 문헌
- 이 문서에는 다음커뮤니케이션(현 카카오)에서 GFDL 또는 CC-SA 라이선스로 배포한 글로벌 세계대백과사전의 내용을 기초로 작성된 글이 포함되어 있습니다.